# عمران حسين (سياسي هندي)
عمران حسين (بالإنجليزية: Imran Hussain)‏ هو سياسي هندي، ولد في 21 مايو 1981 في نيودلهي في الهند. حزبياً، نشط في Aam Aadmi Party ‏. وقد انتخب عضو الجمعية التشريعية في دلهي ‏.